# Albii nu pot sări
Albii nu pot sări (1992, denumire originală White Men Can't Jump) este un film american creat în genurile sport comedie dramatic cu Woody Harrelson, Wesley Snipes și Rosie Perez în rolurile principale. Filmul este scris și regizat de Ron Shelton și a avut premiera în cinematografe la 27 martie 1992 fiind distribuit de 20th Century Fox.

## Actori/Roluri
- Wesley Snipes este Sidney Deane
- Woody Harrelson este Billy Hoyle
- Rosie Perez este Gloria Clemente
- Tyra Ferrell este Rhonda Deane
- Cylk Cozart este Robert
- Kadeem Hardison este Junior
- Ernest Harden Jr. este George
- Freeman Williams este Duck Johnson
- Louis Price este Eddie "The King" Faroo
- Alex Trebek - în rolul său